# Thomas Dolby
Thomas Morgan Robertson (nascut el 14 d'octubre de 1958), conegut amb el nom artístic Thomas Dolby, és un músic, productor, empresari i professor anglès. Va prendre protagonisme a la dècada de 1980, llançant senzills com "She Blinded Me with Science" (1982) i "Hyperactive!" (1984). També ha treballat en producció i com a músic de sessió. A la dècada de 1990 va fundar una empresa de tecnologia de so de Silicon Valley, Beatnik, la tecnologia de la qual es va utilitzar per crear la sintonia Nokia. També va ser director musical de la sèrie de conferències TED-Conference. Actualment, a la facultat del Peabody Institute de la Johns Hopkins University, Dolby lidera el programa Peabody Music for New Media, que va matricular els seus primers estudiants a la tardor de 2018.

## Biografia
Thomas nasqué Londres, Anglaterra. El seu pare era un catedràtic d'art grec clàssic i d'arqueologia a la Universitat de Londres i a la Universitat d'Oxford. El malnom "Dolby" li ve dels Laboratoris Dolby i li'l posaren als seus amics impressionats amb les seves habilitats en l'estudi de gravació. L'empresa Dolby Laboratories no estaven molt a gust amb l'ús de la seva marca per part d'un artista i el van demandar. El cas es va arreglar fora dels jutjats i acordaren seguir utilitzant el nom Dolby solament si anava acompanyat amb el nom Thomas.

## Música
Thomas Dolby forma part de la generació del synthpop, una forma de música pop que incorpora instruments electrònics. La seva cançó més famosa és "She Blinded Me With Science". Al principi de la seva carrera tocava amb Bruce Woolley i el Camera Club. Dolby va tocar el sintetitzador en algunes parts de l'àlbum Set de Thompson Twins. També és l'autor de l'èxit de Lene Lovich "New Toy" i va coescriure "Magic's Wand" amb Whodini.
La seva aparició més famosa és amb Def Leppard a l'àlbum de 1983 Pyromania, on toca els teclats. Per causa de problemes contractuals, ja que els segells discogràfics no compartia vendes de discs, Dolby apareix utilitzant el pseudònim de Booker T. Boffin. Dolby també va contribuir amb el sintetitzador a les cançons "Urgent" i a "Waiting for a Girl Like You" de Foreigner a l'àlbum 4 de 1981. El 1985 Dolby va aparèixer als premis Grammy amb Stevie Wonder, Herbie Hancock i Howard Jones. Els quatre eren estrelles musicals durant els vuitanta i experts dels teclats i sintetitzadors. Aquesta presentació es pot veure a YouTube. Aquest mateix any va tocar el en el concert Live Aid a Londres com a membre de la banda de David Bowie. El 1990 va aparèixer a l'òpera rock The Wall de Roger Waters a Berlín. Apareix en l'escenari amb Soft Boys a San Francisco, Califòrnia, el 2001. D'aquesta trobada en sortí el disc Side Three. Dolby va tocar els teclats del primer àlbum de Robyn Hitchcock i al seu torn Hitchcock va aparèixer al disc de Dolby Flat Earth. Dolby va reprendre seva carrera el 2006, i va fer la seva primera aparició solista en 25 anys al Red Devil Lounge de San Francisco, el 21 de gener d'aquest mateix any i a partir d'aquí va encetar la seva gira per Nord-amèrica.
El Moogfest de 2007 va incloure en Thomas Dolby al seu cartell de convidats.

## Altres interessos
El 1993, Dolby va fundar Beatnik Inc. (abans anomenada Headspace), una empresa especialitzada en tecnologia de telèfons mòbils. Actualment Dolby segueix sent empresari però no és el seu CEO. El 2002 es van fundar Retro Ringtones LLC que produeixen un programari de control de melodies per a mòbils anomenat RetroFolio™. En els premis a la música de mòbils anomenats Mobile Music Awards celebrats a Miami, Florida, el 2004, RetroFolio va aconseguir dos premis.

## Material nou
L'any 2006 es va anunciar la seva intenció de produir un CD i un DVD que cobriren la seva gira d'aquest any. El CD conté els enregistraments de dues presentacions que va fer Dolby a Chicago, mentre que el DVD va agafar l'enregistrament del Berklee Performance Center del Col·legi de música de Berklee. Thomas Dolby també va anunciar el 2007 la intenció de llançar nova música sota un segell independent.

## Discografia

### Àlbums d'estudi
- The Golden Age of Wireless (1982)
- The Flat Earth (1984)
- Aliens Ate My Buick (1988)
- Astronauts & Heretics (1992)
- The Gate to the Mind's Eye (1994)
- A Map of the Floating City (2011)

### Compilacions
- Retrospectacle: The Best of Thomas Dolby (1994)
- 12x12 Original Remixes (1999)
- Forty: Live Limited Edition (2001)
- The Sole Inhabitant (live concert CD & DVD) (2006)
- Live in Chicago (live concert DVD) (2007)

### EPs
- Blinded by Science (1982)
- May The Cube Be With You (1985) (Produït per Thomas Dolby i François Kevorkian amb Lene Lovich i George Clinton)
- Hot Sauce (1988)
- One of Our Submarines (2003)

### Bandes sonores
- Howard The Duck Soundtrack (algunes cançons) (1986)
- Music From The Film 'Gothic' (1987)
- "The Mirror Song" (cançó de la banda sonora de Toys) (1992)
- The Dark Eye (inSCAPE) (1995)

## Senzills
| Any  | Cançó                                   | UK singles chart | US Hot 100 | US MSR | US Dance | Àlbum                      |
| ---- | --------------------------------------- | ---------------- | ---------- | ------ | -------- | -------------------------- |
| 1981 | "Europa And The Pirate Twins"¹          | 48               | 67         | 37     | -        | The Golden Age Of Wireless |
| 1982 | "Windpower"                             | 31               | -          | -      | -        | The Golden Age Of Wireless |
| 1982 | "She Blinded Me With Science"¹          | 49               | 5          | 6      | 3        | The Golden Age Of Wireless |
| 1982 | "The Wreck Of The Fairchild / Airwaves" | -                | -          | -      | -        | -                          |
| 1983 | "One Of Our Submarines"                 | -                | -          | 17     | -        | The Golden Age Of Wireless |
| 1984 | "Hyperactive!"²                         | 17               | 62         | -      | -        | The Flat Earth             |
| 1984 | "I Scare Myself"                        | 46               | -          | -      | -        | The Flat Earth             |
| 1984 | "Dissidents"                            | 90               | -          | -      | 17       | The Flat Earth             |
| 1988 | "Airhead"                               | 53               | -          | -      | 6        | Aliens Ate My Buick        |
| 1989 | "Hot Sauce"                             | 80               | -          | -      | -        | Aliens Ate My Buick        |
| 1992 | "Close But No Cigar"                    | 22               | -          | -      | -        | Astronauts & Heretics      |
| 1992 | "I Love You Goodbye"                    | 36               | -          | -      | -        | Astronauts & Heretics      |
| 1992 | "Silk Pyjamas"                          | 62               | -          | -      | -        | Astronauts & Heretics      |

- ¹ Hom lliurà en 1983 en els EUA
- ² Re-lliurat en el Regne Unit en 1994

## Col·laboracions[calcitació]
Les col·laboracions solament inclouen els treballs on Thomas Dolby (TD) no era membre estable o habitual del grup.

### Any 1981
Les primeres col·laboracions que hom troba de Dolby són produccions que van sortir al mercat discogràfic en 1981. Hi participà en la cançó Walk Under Ladders de la música i cantant Joan Armatrading. També en els sintetitzadors dels disc Girls at Our Best! del grup Pleasure. Va ser convidat a tocar els teclats en l'enregistrament novaiorquès de l'LP "4" del grup Foreigner. Al llarg del febrer escrigué la versió de New Toy per a Lene Lovich tocant els teclats durant l'enregistrament. TD també va col·laborar com a teclista en el disc Black Snake Diamond Role de Robyn Hitchcock.

### Any 1982
Durant l'abril TD va programar el maquinari de tractament musical de l'LP Famous Last Words, del grup M liderat per Robin Scott.
TD va ser convidat com a músic de sintetitzadors en els enregistraments dels èxits del grup Foreigner en forma d'àlbum titulat: Records.

### Any 1983
Jali Hutchins i John "Ecstasy" Fletcher formaven el duo Whodini. Van enregistrar el seu àlbum homònim sota la producció d'en TD.
TD és convidat com a teclista per a l'enregistrament de l'LP Duck Rock, de Malcolm McLaren amb Trevor Horn com a productor.

### Any 1984
Thomas participa com a mesclador i compositor en el disc Illustrated Musical Encyclopedia de Ryuichi Sakamoto, músic japonès.

### Any 1985
TD va col·laborar sengles vegades amb el grup Prefab Sprout; la primera fent de productor, mesclador i multi-instrumentista. El nom del disc de llarga durada fou Two Wheels Good. La segona col·laboració fou per l'LP Steve McQueen, amb més atribucions encara (remesclador, remasteritzador..)
Les funcions d'en T. Dolby en el treball Some of My Best Jokes Are Friends de George Clinton foren: Artista convidat, productor, vocalista, teclista, i intèrpret de Fairlight.
Joni Mitchell en el seu disc Dog Eat Dog, va llogar en TD per exercir d'artista Convidat, productor, teclista, gestor de sintetitzadors, planificació de les locucions i locutor (octubre de 1985).

### Any 1986
TD va compondre juntament amb Sakamoto, la cançó Field Work, de l'LP d'aquest últim titulat Media Bahn Live, enregistrat el 17 i 18 de juny.
TD va fer d'arranjador i productor en algunes cançons de l'elapé Howard The Duck de John Barry, una banda sonora de pel·lícula amb el mateix títol.

### Posteriors col·laboracions
David Bowie
Clif Brigden
Richard James Burgess
Belinda Carlisle
Tim Curry
Chris Braide
Peter Gabriel
Herbie Hancock
Ofra Haza
Robyn Hitchcock
François Kevorkian
Def Leppard
Chucho Merchán
Andy Partridge
Eddi Reader
Little Richard
Fiorella Terenzi
Brian Transeau
The Thompson Twins
Eddie Van Halen
Tata Vega
Joe Walsh
Roger Waters
Stevie Wonder
Akiko Yano